# Исенко, Павел Андреевич
Па́вел Андре́евич И́сенко (укр. Павло Андрійович Ісенко; род. 21 июля 2003, Полтава) — украинский футболист, вратарь клуба «Университатя (Крайова)».

## Клубная карьера
Родился 21 июля 2003 года в Полтаве. Отец — Андрей Владимирович Исенко, мать — Надежда Юрьевна Исенко. Учился в полтавской средней школе № 2. В 2012 году начал заниматься футболом в ДЮСШ «Ворскла». Первый тренер — Александр Супрун. В сезоне 2018/19 дебютировал в чемпионатах до 19 лет и до 21 года. В мае 2019 года в 16-летнем возрасте главный тренер основной команды «Ворсклы» Виталий Косовский включил Исенко в заявку на матч Премьер-лиги против одесского «Черноморца».
Дебют в основном составе «Ворсклы» состоялся 24 июня 2020 года в полуфинале Кубка Украины, где полтавчане встречались с «Мариуполем». На 119 минуте дополнительного времени, за минуту до начала серии пенальти, главный тренер Юрий Максимов выпустил 16-летнего Исенко на поле вместо Дмитрия Ризныка. В серии пенальти Исенко удалось отбить три удара, благодаря чему его команда смогла выйти в финал.
В Премьер-лиге Украины дебютировал 3 июля 2020 года в игре против «Львова» (2:2).
Перед финальной игрой Кубка Украины с «Динамо» главный тренер «Ворсклы» Юрий Максимов заявлял, что если матч дойдёт до серии пенальти, то в рамку ворот встанет именно Исенко. Однако когда матч дошёл до серии пенальти Максимов Исенко на поле не выпустил, а «Динамо» в итоге одержало победу. Максимов объяснил не выход на поле Исенко тем, что к концу дополнительного времени оставалась одна замена и повреждение получил Руслан Степанюк, поэтому было решено заменить именно его.
После перехода Дмитрия Ризныка в донецкий «Шахтёр» стал основным вратарём «Ворсклы».
14 июля 2025 года, после вылета «Ворсклы» в первую лигу Украины, Исенко присоединился к румынскому клубу «Университатя Крайова», подписав контракт на четыре года. Дебютировал за клуб 18 июля 2025 года в матче чемпионата Румынии против «Арджеша».

## Карьера в сборной
Впервые в юношескую сборную Украины до 17 лет Александр Петраков пригласил его в сентябре 2019 года. Дебют в составе сборной состоялся 25 сентября 2019 года в матче против Македонии (3:1). В квалификации на юношеский чемпионат Европы 2020 года для игроков не старше 17 лет Исенко сыграл в 3 матчах.

## Достижения
«Ворскла»
- Финалист Кубка Украины (2): 2019/20, 2023/24

## Статистика
| Сезон   | Клуб    | Лига                 | Чемпионат | Чемпионат | Кубок | Кубок | U-21 | U-21 | U-19 | U-19 |
| Сезон   | Клуб    | Лига                 | Игры      | Голы      | Игры  | Голы  | Игры | Голы | Игры | Голы |
| ------- | ------- | -------------------- | --------- | --------- | ----- | ----- | ---- | ---- | ---- | ---- |
| 2018/19 | Ворскла | Премьер-лига Украины | 0         | 0         | 0     | 0     | 2    | -3   | 7    | -10  |
| 2019/20 | Ворскла | Премьер-лига Украины | 1         | -2        | 0     | 0     | 0    | 0    | 5    | -1   |